# Карл Фридрих Гольштейн-Готторпский
Карл Фридрих Гольштейн-Готторпский (нем. Karl Friedrich, Herzog zu Schleswig-Holstein-Gottorp; 30 апреля 1700, Стокгольм — 18 июня 1739, Рольфсхаген) — герцог Гольштейна из рода Готторпов и родоначальник династии Гольштейн-Готторп-Романовых. Зять Петра I, отец Петра III и предок всех последующих российских императоров. Племянник шведского короля Карла XII.

## В Швеции
Когда Карлу было 2 года, его отец, герцог Шлезвига Фридрих IV, погиб в 1702 году в ходе Северной войны. Датчане оккупировали принадлежавшие ему земли в Шлезвиге, и в 1713 году Карл вместе с матерью был вынужден эмигрировать ко двору её брата в Швецию. Притязаниям Карла Фридриха на шведский престол после гибели дяди в 1718 году помешала королева Ульрика Элеонора, младшая сестра Карла XII.
Мир шведов с датчанами в 1720 году не дал Карлу возвратить его земли в Шлезвиге, хотя его права на шведский престол продолжала отстаивать т. н. голштинская партия.

## В России
Оставшись бедным родственником при шведском дворе, герцог по совету своего первого министра Бассевича в 1721 году переехал в Россию, где в рамках налаживания русско-шведских отношений по окончании Северной войны (и в то же время по любви) женился на Анне Петровне, дочери Петра Великого. Свадьба состоялась 21 мая 1725 года. После свадьбы он остался жить в Петербурге, причём в первые годы после смерти императора состоял одним из членов Верховного тайного совета.
Подробности о пребывании Карла Фридриха в России известны из дневника, который вёл его камер-юнкер Берхгольц. Он аккуратно вносил записи о том, что каждый день делал герцог, как он пил, как постился, болел и лечился, в каком часу вышел из дому и т. д. С большим вниманием описаны танцы герцога, до которых он был большой охотник. Основу дневника составляет камер-фурьерский журнал.
9 августа 1722 года награжден российским орденом Святого Андрея Первозванного.

## В Голштинии
Карл Фридрих удалил Бассевича и вернулся в Голштинию в 1727 году, когда стало понятно, что его жена не сможет унаследовать вакантный русский престол. Он поселился в герцогском дворце в Киле, где у него родился сын Карл Петер Ульрих — будущий император Пётр III и после его родов скончалась жена Анна. С детских лет Карл готовил сына к неизбежности войны с датчанами за оккупированные земли на севере Шлезвига. Умер в возрасте 39 лет и был погребён в бывшем монастыре города Бордесхольм (т. н. «русская капелла»).